# Виштитис
Вишти́тис (устар. Виштынец или Выштынец; лит. Vištytis, нем. Wystiten, Wyschtyten, идиш: ווישטינעץ, Vishtinets, пол. Wisztyniec) — местечко в Вилкавишкском районе Литвы на границе с Россией (Калининградская область). Расположено на берегу Виштынецкого озера. С российской стороны к нему примыкает посёлок Малое Белозёрное.

## Население
| жителей | 1579 | 1600 | 2449 | 3395 | 3700 | 4013 | 4095 | 2468 | 1989 | 1260 | 1300 | 566 | 436 |

## Название
В 1913 г. В. О. Волковский писал, что Виштынец и прилежащее к нему озеру в древности якобы назывались «Тур».
"Перемена этого названия, как гласит народное сказание, произошла по следующему случаю. Пространство, занимаемое озером, в незапамятные времена покрыто было дремучим лесом. Лес этот заколдован был каким-то волшебником, и уничтожение колдовства могло последовать только в том случае, если бы кто-нибудь произнес в лесу то слово, каким он был заколдован. Тяготело это колдовство над лесом довольно долго, так как никто не мог найти этого магического слова. Но вот однажды какой-то литвинке, при собирании ягод углубившийся в лес довольно далеко, послышался голос цыпленка. Удивленная такою неожиданностью, что цыпленок находится в таком далеком разстоянии от жилищ, она воскликнула: «виштытис», что по литовски означает цыпленок, и слово это оказалось тем магическим словом, которым был заколдован лес: и лес мало-по-малу стал уходить в землю, а на его место с оглушительным шумом и ревом начала выступать вода, и едва виновница этого переворота успела спастись, как весь дремучий лес исчез под землю, А на его месте образовалось озеро, которое с тех пор стало называться Виштынецким, а с ним вместе и посад (литовцы называют посад Виштынец — «Виштытись»).

## Герб
В 1570 Виштынцу королём Сигизмундом II Августом были дарованы герб и печать с изображенным на них единорогом. Использование герба не прекращалось даже после потери статуса города в 1776 г. С 1815 года, когда Виштынец вошел в состав Российской империи, герб не использовался. В мае 1993 г. по указу президента Литвы был представлен обновленный герб серебряным единорогом в красном поле, с золотыми рогом и копытами и красным, художник — уроженец Виштынца Бронюс Леонавичюс.

## История
Имение возникло в первой половине XVI века на границе Пруссии, и впервые упоминается в 1538 г., когда его купил Йонас Аврамавичиус
В 1566 г. в селе построен костел.
8 сентября 1570 Сигизмунд II Август даровал быстрорастущему селу магдебургское право, сделав его городом и даровав ему герб и печать, что позволило проводить еженедельные торги и до четырёх раз в год — ярмарки. В городе были две пивоварни и две таверны. В 1776 г. постановлением Варшавского сейма «мелкие» города и местечки, в том числе и Виштынец, лишались магдебургского права. Виштынец отказался подчиниться, и из вольного города стал «самовольным городом», не слушающимся старосту (сохранились свидетельства о судах и даже о вооруженных столкновениях) и самоуправляющимся. По декрету Четырёхлетнего сейма о самоучреждении вольных городов от 18 апреля 1791 года городское самоуправление было восстановлено, но уже в 1792 г. декрет о городах был отменён.
В 1795—1807 гг. Виштынец входил в состав Пруссии, в 1807—1815 — в Варшавское Герцогство, с 1815 — в состав Российской Империи.
В XIX в. город процветал благодаря приграничной торговле, но в 1862 г. был открыт железнодорожный путь от Варшавы до Берлина. Это отрицательно повлияло на экономическое состояние Виштынца, так как он находился дальше от железной дороги, чем близлежащий Кибартай, который, как и Виштынец, поддерживал торговые связи с Пруссией. Жители стали эмигрировать в США и Пруссию.
В 1893—1897 и в 1909 гг. рабочие города участвовали в забастовке, требуя улучшений условий труда.
15 марта 1912 г. была заложена, и 17 октября — освящена православная церковь во имя св. равноап. великого книзя Владимира. К тому времени в посаде уже имелись «римско-католический костел, лютеранская кирха и еврейская синагога и молитвенный дом». В 1924 г. православная церковь не использовалась, и в 1927 г. из-за отсутствия средств на ремонт она была снесена.
13 (26) августа 1901 г. в городе вспыхнул пожар, сгорели 180 домов — более половины всех домов города (по другим данным — 150 домов, из них 12 — христиан). Еврейская часть города сгорела практически полностью. Вильгельм II, чей охотничье имение находился недалеко от Виштынца, пожертвовал вещей и продуктов на 5 000 марок (по другим данным — на 10 000 марок) для потерпевших. Это событие широко освещалось в прессе, и Николай II последовал примеру своего кузена, пожертвовав 5 000 рублей. 10 (23) сентября 1901 г. Вильгельм II приехал в город, чтобы лично передать пожертвование Николая II.
К началу Первой мировой войны Виштынец был восстановлен, но в 1915 г. его подожгла отступающая российская армия, и город перешел к Германской империи. Единственным уцелевшим зданием была синагога. (Сегодня от неё осталась лишь часть, и школа в Виштынце использует её как склад). С 1918 Виштынец входил в состав Литвы (В 1918 г. он входил в состав Королевства Литва, в 1918—1919 гг. — в Литовскую Советскую Республику и в 1919 г. в Литовско-Белорусскую ССР; в 1918—1940 — в Литовскую Республику, в 1940—1990 — в Литовскую ССР, с 1990 — в Литовскую Республику).
В городе находится школа им. Петра Кряучюнаса (в 2013 г. в ней преподавали 20 учителей и учились 132 школьника), в школе есть небольшой музей.

## Еврейское население
Евреи начали селиться в западной части Виштынца вскоре после того, как городу были дарованы права. В 1589 г. староста Виштынца Кшиштоф Есман разрешил еврейской общине, которая тогда насчитывала 591 человек, построить синагогу и выделил место для кладбища. К еврейской части города из центра вела Еврейская улица. Из-за того, что город находился у русско-прусской границы, новоприбывшим евреям в 1823-62 гг. запрещалось селиться в Виштынце.
В XVIII в. в городе существовал хедер, а в 1878 г. по инициативе Мордехая Мейра Ландау и раввина Ицхака Бройна была учреждена еврейская школа для мальчиков и девочек.
В 1897 г. в городе проживало 2468 жителей, из них 799 — евреи. В конце XIX — начале XX вв. еврейское население покидало город и уезжало в США, Германию, ЮАР, Аргентину и Россию. В 1921 г. в городе проживало 40 еврейских семей (около 250 человек), к началу Второй мировой войны в городе осталось 30 семей. Всё еврейское население Виштынца (по разным оценкам, от 200 до 400 человек) было убито во время Холокоста.
22 июня 1941 город заняли войска Рейхсвера. В начале июля евреев вывели на поле около ветряной мельницы и заставили выкопать себе могилы; отказавшиеся это делать Мане Эстерсон и раввин Залман Судленкцкий были убиты. 14 июля нацисты и литовские коллаборационисты убили 222 мужчину у ветряной мельницы, женщин и детей — 9 сентября 1941 г.
В 1990-х на месте еврейского кладбища установили памятник.

## Достопримечательности
Недалеко от города находится Камень Виштитиса, объявленный геологическим природным памятником. Этот третий по величине камень Литвы — ледникового происхождения, его длина — 7,2 м, высота — 3,7 м, ширина — 5,7 м. На камне находится небольшое углубление, по легенде это — след дьявола.
Сохранился краснокирпичный костёл святой Троицы, построенный в 1829 г., евангелистский лютеранский храм (1851), ветряная мельница (1925), в которой сегодня расположен музей археологии, и маслобойня.
Памятник князю Витовту (лит. Vytautas Didysis) был установлен в 1921 или 1927 г. и разрушен в 1940 г. В 1989 г. памятник был восстановлен.
Также в городе находится памятник на месте могил солдат Красной армии, погибших в сражении в 1944 г.